# 乌克兰共产党 (1920年)
乌克兰共产党（羅馬化：Ukrainska komunistychna partiia）是苏维埃乌克兰历史上的一个奉行民族共产主义的反对派政党。其成员被称为“乌卡派”，得名于该党名称的首字母“UKP”。1920年1月25日，该党成立，分裂自乌克兰社会民主工党。1920年，该党有3000名成员。1925年3月1日，该党在其第四次代表大会上宣布解散，部分成员转而加入乌克兰共产党（布尔什维克）。1931年—1934年，该党的前成员遭到苏联当局清洗，随后被处决或流放到西伯利亚。